# Philip Winchester
Philip C. Winchester is een Amerikaanse acteur. Hij is voornamelijk bekend bij het grote publiek van zijn rollen in The Patriot, Thunderbirds en voor zijn rol in de Britse serie Strike Back: Project Dawn.

## Biografie
Winchester verhuisde na het behalen van zijn diploma aan de middelbare school van Belgrade, Montana, naar Londen. Daar studeerde hij aan de London Academy of Music and Dramatic Art.

## Carrière
Winchester had zijn eerste filmrol te pakken in de film The Patriot. Tien jaar later werd hij ook gecast als Robinson Crusoe voor de NBC-actieserie Crusoe. Na Crusoe speelde Winchester in een aantal films als In My Sleep en had een rol in de Syfy-miniserie Alice.
Beter bekend bij het grote publiek werd hij door zijn rol als Frank Stanton in de populaire FOX-serie Fringe en zijn rol in de Britse serie Camelot.
Zijn doorbraak bij het Britse en Amerikaanse publiek kwam door zijn rol in het tweede seizoen van de Sky1-serie Strike Back: Project Dawn. In de serie speelt Winchester de rol van sergeant Michael Stonebridge.

### Filmografie
- Bibliothèque nationale de France: cb16208780p (data)
- Gemeinsame Normdatei: 142494712
- International Standard Name Identifier: 0000 0001 1458 8755
- Library of Congress Control Number: no2010050813
- MusicBrainz: c5ede910-7272-469e-a519-a4ccf9c8bc58
- Nederlandse Thesaurus van Auteursnamen: 374584842
- Virtual International Authority File: 165826558
- WorldCat: E39PBJgMDVyYRJHkMhKRBrfpfq